# Pavel Panov
Pavel Panov (bulharskou cyrilicí Павел Панов; 16. září 1950 Sofie – 18. února 2018 Sofie) byl bulharský fotbalista, útočník. Po skončení aktivní kariéry působil jako trenér.

## Fotbalová kariéra
Na Mistrovství světa ve fotbale 1974 byl členem bulharské reprezentace, nastoupil ve všech 3 utkáních. Celkem za bulharskou reprezentaci nastoupil v letech 1971-1979 ve 44 utkáních a dal 13 gólů. V bulharské lize hrál za Levski Sofia a v řecké lize za Aris Soluň. S Levski Sofia získal v letech 1970, 1974, 1977 a 1979 mistrovský titul a v letech 1971, 1972, 1976, 1977 a 1979 bulharský pohár. V Poháru mistrů evropských zemí nastoupil v 7 utkáních a dal 3 góly, v jeho kvalifikaci nastoupil ve 2 utkáních, v Poháru vítězů pohárů nastoupil ve 13 utkáních a dal 7 gólů a v Poháru UEFA nastoupil v 17 utkáních a dal 11 gólů. V letech 1976 a 1977 byl nejlepším střelcem bulharské ligy. V roce 1977 byl vyhlášen nejlepším bulharským fotbalistou roku.

## Ligová bilance
| Ročník                              | Zápasy | Góly | Klub         |
| ----------------------------------- | ------ | ---- | ------------ |
| 1. bulharská fotbalová liga 1968/69 | 7      | 4    | Levski Sofia |
| 1. bulharská fotbalová liga 1969/70 | 23     | 8    | Levski Sofia |
| 1. bulharská fotbalová liga 1970/71 | 28     | 11   | Levski Sofia |
| 1. bulharská fotbalová liga 1971/72 | 33     | 14   | Levski Sofia |
| 1. bulharská fotbalová liga 1972/73 | 11     | 3    | Levski Sofia |
| 1. bulharská fotbalová liga 1973/74 | 28     | 11   | Levski Sofia |
| 1. bulharská fotbalová liga 1974/75 | 28     | 14   | Levski Sofia |
| 1. bulharská fotbalová liga 1975/76 | 25     | 14   | Levski Sofia |
| 1. bulharská fotbalová liga 1976/77 | 25     | 20   | Levski Sofia |
| 1. bulharská fotbalová liga 1977/78 | 13     | 6    | Levski Sofia |
| 1. bulharská fotbalová liga 1978/79 | 28     | 12   | Levski Sofia |
| 1. bulharská fotbalová liga 1979/80 | 25     | 6    | Levski Sofia |
| 1. bulharská fotbalová liga 1980/81 | 25     | 8    | Levski Sofia |
| 1. řecká liga 1981/82               | 25     | 0    | Aris Soluň   |
| CELKEM 1. liga                      | -      | -    |              |

## Trenérská kariéra
Trénoval Levski Sofia, v Nigérii Heartland FC, bulharskou reprezentaci do 21 let, PFC Septemvri Sofia, PFK Botev Plovdiv, PFK Lokomotiv Sofia a PFC Rodopa Smoljan.